# Меклер, Хаим Менделевич
Ха́им Ме́нделевич Ме́клер (18 апреля 1911, Вильно, Российская империя — 1990,  СССР) — советский архитектор. 

## Биография
Хаим Менделевич Меклер родился 18 апреля (по старому стилю) 1911 года, в еврейской семье. Его отец Мендель Аронович Меклер (1874, Куренец — не ранее 1924) был маляром, мать — Ита Мееровна Ковальская. В 1924 году семья проживала в Польше (Вильнюс) по улице Вилькомирской, дом № 18. Брат — еврейский поэт Лейзер Вольф. Окончил архитектурный факультет Харьковского художественного училища (1937). Работал в институтах «Гипрококс», «Промстройпроект», «Норильскпроект».
Арестован 20 августа 1937, осужден по статьям 54-6 и 54-10 на 10 лет: срок заключения отбывал сначала в ИТЛ в Караганде, в 1938 переведен в Норильлаг; из лагеря освобожден 20 декабря 1946, после чего оставлен в Норильске как ссыльнопоселенец, продолжал работать архитектором в проектном отделе Норильского комбината.
Автор и руководитель проектирования ряда жилых домов, поселков, больничного комплекса и детской больницы, профилактория, застройки микрорайонов, а также административных и производственных зданий промпредприятий в городах Крайнего Севера.